# Ayones
Ayones es una parroquia española del concejo de Valdés, en Asturias. Ocupa una extensión de 28,632 km² y en 2020 contaba con una población de 207 habitantes (INE, 2020).
Está situada a 24 km de la capital del concejo, Luarca. Limita al norte con la parroquia de Carcedo, al oeste con Paredes y Fastias, al sur con Villatresmil y al este con las de Cezures y Brañalonga.

## Etimología
El nombre de la parroquia proviene de una forma antigua *aly-on(i)s, derivada de la raíz indoeuropea *al-/alm- 'fluir, manar'.

## Localidades
La parroquia está formada por las siguientes poblaciones:
- Ayones (lugar)
- Bustiello de Ayones (aldea)
- Castro de Ayones (aldea)
- Los Corros (aldea)
- Faeo (aldea)
- Pereda (aldea)
- Villar de Ayones (aldea)

## Demografía
| Gráfica de evolución demográfica de Ayones entre 2000 y 2020       |
|                                                                    |
| Población de derecho (2000-2020) según el padrón municipal del INE |

## Patrimonio
- Iglesia de San Martín.[3]